# Notopleura corniculata
Notopleura corniculata är en måreväxtart som beskrevs av Charlotte M. Taylor. Notopleura corniculata ingår i släktet Notopleura och familjen måreväxter. Inga underarter finns listade i Catalogue of Life.